# Santa Cruz (La Rioja)
Santa Cruz es una pequeña localidad del departamento Famatina, en el norte de la provincia de La Rioja, Argentina.
Se encuentra sobre la traza de la ruta provincial N.º 11, a poca distancia hacia el sur de la localidad de La Cuadra.
Cuenta con un centro primario de atención en salud, una escuela de nivel inicial, primario y secundario.
Frente a la plaza se encuentra la iglesia de la Santa Vera Cruz. Presenta como particularidad una cruz de piedra como remate, a diferencia de otras iglesias de la región cuyas cúpulas están rematadas por cruces de hierro.
Su entrada cuenta con un mirador fotográfico, que da a lo más significativo del lugar, "La Belluda" una montaña que representa la figura de una mujer recostada en lo más alto del cerro.

## Población
Cuenta con 221 habitantes (Indec, 2010), lo que representa un descenso del 4% frente a los 230 habitantes (Indec, 2001) del censo anterior.
| Gráfica de evolución demográfica de Santa Cruz entre 1991 y 2010 |
|                                                                  |
| Fuente: Censos nacionales del INDEC                              |

## Sismicidad
La sismicidad de la región de La Rioja es frecuente y de intensidad baja, y un silencio sísmico de terremotos medios a graves cada 30 años en áreas aleatorias.